# تپه شاهبازخان
تپه شاهبازخان مربوط به سده‌های اولیه دوران‌های تاریخی پس از اسلام است و در شهرستان گرمی، بخش مرکزی، دهستان اجارود مرکزی، روستای قهره مانلو واقع شده و این اثر در تاریخ ۳۰ بهمن ۱۳۸۶ با شمارهٔ ثبت ۲۱۰۵۲ به‌عنوان یکی از آثار ملی ایران به ثبت رسیده است.